# Committee for Privileges and Conduct
Das Committee for Privileges and Conduct ist ein Ausschuss des britischen House of Lords.

## Aufgaben
Die Mitglieder des House of Lords haben neben ihren gesetzgeberischen Pflichten auch gewisse Rechte. Um diese Rechte im Allgemeinen und im Einzelfall festzustellen und zu verteidigen, hat das Oberhaus einen Ausschuss eingesetzt, das sogenannte Committee for Privileges. 
Neben der allgemeinen Wahrung der Rechte und Privilegien der Oberhausmitglieder, z. B. Immunität, gehört vor allem die Feststellung, wem im Zweifel ein Sitz im Oberhaus zusteht, zu dessen Aufgaben. Diese Aufgabe, nämlich festzustellen, wer einen Sitz im Oberhaus beanspruchen kann, war besonders vor der generellen, durch den House of Lords Act 1999 erfolgte Abschaffung der erblichen Berechtigung für den alten Erbadel (Dukes, Marquesses, Earls, Viscounts und Barons), von großer Bedeutung, weil häufig die Erbfolge in einer Peerage unklar war und mehrere Anwärter einen Titel beanspruchten. 
Ein solcher Fall trat vor allem dann ein, wenn eine seit langem ruhende Baronie von einem oder mehreren Petenten eingefordert wurde. In diesen Fällen handelte es sich meist um die petitionierte Wiederherstellung einer sogenannten barony by writ. Die meisten dieser Baronien stammten aus dem Hochmittelalter. In dieser Zeit und bis in die frühe Neuzeit hinein wurden erbliche englische Baronien nicht durch Adelsbrief (by Letters Patent) geschaffen, sondern durch eine Aufforderung des Königs, sich als Ratgeber der Krone im Parlament einzufinden und an den Beratungen dieses Gremiums teilzunehmen. Diese Writ of Summons genannte Einberufung begründete eine erbliche Baronie, die an den jeweils ältesten Sohn weitervererbt wurde. Im Gegensatz zu den später durch Adelsbrief geschaffenen erblichen Baronien, die nur an männliche Erben vererbt werden konnten, wurde eine Barony by writ auch an weibliche Nachkommen vererbt, wenn männliche Erben nicht vorhanden waren. Da aber immer nur eine Person den Titel tragen konnte, und die weiblichen Erben nicht nach dem für Männer geltenden Prinzip der Primogenitur, sondern zur gesamten Hand erbten, ruhte eine solche Baronie, wenn mehrere gleichberechtigte Frauen die Erben waren, bis entweder nur noch eine weibliche Person übrig war oder wenn eine der erbberechtigten Nachkommen des letzten Titelträgers den ruhenden Titel erfolgreich bei der Krone petitionierte. Diesen Ruhenstatbestand nennt man Abeyance.

## Verfahren
Ging bei der Krone eine Petition ein, eine ruhende Baronie wiederherzustellen, gab es für die Krone zwei Möglichkeiten: Die Krone konnte bei offensichtlichen, von niemand bestrittenen bestehenden Ansprüchen nach Beratung mit dem Attorney General dem Anspruch stattgeben und den Ruhenstatbestand beenden. In der Regel aber verwies die Krone die Petition an das Committee for Prvileges, mit der Aufforderung, den Anspruch des Petenten auf seine Berechtigung zu überprüfen. Das Committee prüft dann den erhobenen Anspruch und erstellt für die Krone eine gutachtliche Stellungnahme, in der es empfiehlt, den Anspruch des Petenten oder eines der Petenten anzuerkennen oder abzulehnen. 
Seit 1927 hat das Committee das Recht, die Petition selbst abzulehnen, wenn die beanspruchte Baronie länger als 100 Jahr abeyant war oder wenn bei mehreren Anspruchsberechtigten der Petent zu weniger als einem Drittel Miterbe ist. Dieser Regelung ging voraus, dass 1923 die Baronie Cromwell nach einer Abeyance von 426 Jahren restituiert wurde und die seit 1756 ruhende Baronie Fitzwalter erst 1924 wiederhergestellt wurde. Allerdings war die Zubilligung dieser Möglichkeit an das Committee for Prvileges eine Kann-Bestimmung, von der es nicht immer Gebrauch machte, denn 1989 wurde die seit 1496 ruhende Baronie Grey of Codnor restituiert. 
Eine zusätzliche Erweiterung der Entscheidungsbefugnis des Committees trat 1954 in Kraft: Aus gegebenen Anlass verneinte das Committee gemeinsamen Erben gegenüber das Recht, jeweils nur einen Titel zu beanspruchen, obwohl der letzte Titelträger mehrere Baronien gehalten hatte, um so aus einem Titelträger mit mehreren Titeln nun mehrere Titelträger mit nur jeweils einen Titel zu machen. 
Mit der Oberhausreform von 1999, die grundsätzlich die erblichen Oberhaussitze abschaffte und nur noch aus dem Kreis der ursprünglich Berechtigten eine Auswahl von 75 zuließ, ist das Wiederauferstehen lange geruht habender Titel nicht obsolet geworden, da beim Tod eines der ausgewählten, ehemals mit erblicher Berechtigung sitzenden Oberhausmitglieder für den freigewordenen Sitz aus dem Kreis der ursprünglich erblichen Peers natürlich auch ein Inhaber einer aus dem Ruhentatbestand zurückgekehrten Titelträger nachgewählt werden kann.

## Zusammensetzung des Committee
Das Committee for Privileges hat 16 vom Oberhaus gewählte Mitglieder. Bis zum Jahre 2009 mussten mindestens drei von ihnen Lords of Appeal in Ordinary sein. Mit der Abschaffung der juristischen Aufgaben des House of Lords durch Gesetz von 2005 entfielen die juristischen Beisitzer. Dies gilt heute nur noch, wenn darüber entscheiden wird, ob eine Peerswürde zugesprochen werden soll.